# Kaplica św. Marka w Sławkowie
Kaplica św. Marka w Sławkowie – znajdująca się na cmentarzu sławkowskim kaplica pochodząca z pierwszej połowy XIX w. 

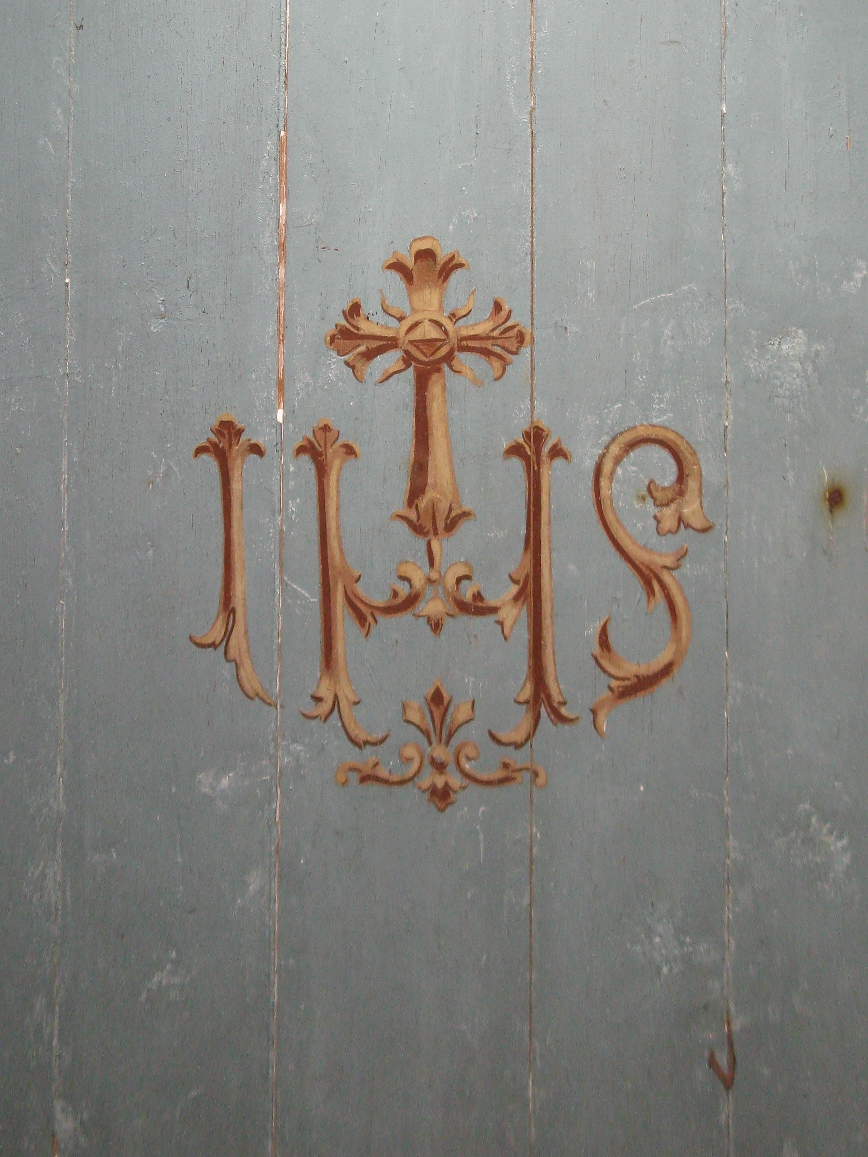
Monogram IHS na suficie przedsionka kaplicy (2018)

Jest wybudowana z kamienia i otynkowana. Na miejscu tym znajdowała się wcześniej kaplica drewniana, określona w 1602 r. jako stojąca „na przedmieściu” (in suburbio). Kaplica cmentarna nosiła wezwanie św. Marka Ewangelisty już w 1746 r.
Obecna kaplica założona jest na rzucie prostokąta z półkolistą apsydą i czworoboczną kruchtą. Przykryta blaszanym dachem siodłowym z sześcioboczną sygnaturką. Wnętrze kaplicy pokrywa polichromia z przełomu XIX i XX w. z elementami iluzji plastycznej – malowanymi podziałami pilastrowymi i draperiami, fryz z czaszek z piszczelami oraz plafon z Grupą Ukrzyżowania pośród dusz czyśccowych. W kaplicy znajduje się – najstarszy dziś w Sławkowie – ołtarz niewiadomego pochodzenia z 1632 r. Retabulum ołtarza malowane jest na czarno i rozczłonkowane czterema kolumienkami, między którymi wprowadzono nisze muszlowe z ustawionymi posążkami śś. Dziewic. W polu środkowym retabulum znajduje się obraz św. Marka. Jest to obraz nowy, który zastąpił podobny, pochodzący z XIX w. Pierwotnie w miejscu tym znajdował się – umieszczony obecnie w predelli – obraz przedstawiający Hołd Trzech Króli.
Wraz z pochodzącymi z 1839 r. i wbudowanymi w ciąg muru cmentarnego kostnicami kaplica wpisana jest do rejestru zabytków pod nr 1248/81 z 3.07.1981 r. Należy do parafii rzymskokatolickiej Podwyższenia Krzyża Świętego w Sławkowie.